# Vrtovec
Vrtovec je priimek več znanih Slovencev:
- Ana Beno Vrtovec, etnologinja
- Andrej Vrtovec (1855—1913), šolnik in politični delavec
- Bojan Vrtovec st. (1921—1997), ginekolog in porodničar, prof. MF
- Bojan Vrtovec ml. (1972—2025), zdravnik internist kardiolog, prof. MF
- Dominik Vrtovec (*1933), zobozdravnik (stomatolog)
- Helena Meden Vrtovec (1944—2016), zdravnica ginekologinja, prof. MF
- Jernej Vrtovec (*1985), teolog in politik, minister in poslanec
- Josip Vrtovec (1899—1978), zdravnik higienik
- Jože Vrtovec (*1933), zobozdravnik (stomatolog)
- Katja Triller Vrtovec (*1979), pravnica, prof., strok. za medicinsko pravo, državna uradnica
- Luka Vrtovec, plavalec
- Marjan Vrtovec (*1936), arhitekt
- Matic Vrtovec (*1997), odbojkar
- Matjaž Vrtovec (st./ml.), zdravnika
- Stanko Vrtovec (1912—1992), duhovnik, župnik v Dornberku
- Tomaž Vrtovec, elektrotehnik, biomedicinski informatik
- Vanja Rok Vrtovec, pevec in tekstopicec
- Vekoslav Vrtovec (1889—1934), gospodarstvenik
- Venčeslav Vrtovec (1894—1988), duhovnik, nabožni pisec